# New Old Songs
New Old Songs (englisch für Neue alte Lieder) ist ein Remixalbum der US-amerikanischen Nu-Metal-Band Limp Bizkit. Es erschien am 3. Dezember 2001 über die Labels Flip Records und Interscope Records.

## Inhalt
Die auf dem Album enthaltenen Remixe stammen größtenteils von Liedern, die zuvor veröffentlichte Singles der Band sind. Diese stammen aus den drei bis zu diesem Zeitpunkt erschienenen Studioalben der Band Three Dollar Bill, Yall$ (zwei Songs), Significant Other (fünf Tracks) und Chocolate Starfish and the Hot Dog Flavored Water (acht Stücke). Außerdem ist mit dem Remix zu Crushed ein Titel vom Soundtrack zum Film End of Days – Nacht ohne Morgen enthalten. Vom Lied My Way befinden sich gleich fünf verschiedene Versionen auf dem Album.

## Produktion
An der Produktion der Remixe sind 13 verschiedene Produzenten beteiligt. Die meisten Beats (drei) stammen von DJ Lethal, dem damaligen DJ von Limp Bizkit. Je zwei Instrumentals steuerten Timbaland, The Neptunes und DJ Premier bei. Außerdem produzierten P. Diddy, Butch Vig, William Orbit, Fred Durst und Josh Abraham, Bosko, DJ Monk und The Track Mack und die Pistols je ein Lied.

## Covergestaltung
Das Albumcover ist in Schwarz-Weiß gehalten. Es zeigt mehrere graue Gestalten, deren Schädeldecken geöffnet sind und die jeweils ihre Hände in den offenen Kopf der Gestalt, die vor ihnen ist, stecken. Im oberen Teil des Bildes befinden sich die Schriftzüge limp bizkit und new old songs in Hellgrau.

## Gastbeiträge
Auf vier Liedern des Albums sind neben Limp Bizkit andere Künstler zu hören. So ist der Song Take a Look Around eine Kollaboration mit den Rappern E-40 und 8-Ball, während auf Faith/Fame Remix der Musiker Everlast vertreten ist. Außerdem haben die Rapper Bubba Sparxxx (auf Re-Arranged) und Xzibit (auf Getcha Groove On – Dirt Road Mix) je einen Gastauftritt.

## Titelliste
| #  | Titel                                        | Gastbeiträge    | Produzent                   | Länge | Album                                               |
| -- | -------------------------------------------- | --------------- | --------------------------- | ----- | --------------------------------------------------- |
| 1  | Nookie – For the Nookie                      |                 | The Neptunes                | 3:55  | Significant Other                                   |
| 2  | Take a Look Around                           | E-40 und 8-Ball | Timbaland                   | 4:54  | Chocolate Starfish and the Hot Dog Flavored Water   |
| 3  | Break Stuff                                  |                 | DJ Lethal                   | 3:33  | Significant Other                                   |
| 4  | My Way                                       |                 | P. Diddy                    | 4:23  | Chocolate Starfish and the Hot Dog Flavored Water   |
| 5  | Crushed                                      |                 | Bosko                       | 4:02  | Soundtrack zum Film End of Days – Nacht ohne Morgen |
| 6  | N 2gether Now – All in Together Now          |                 | The Neptunes                | 4:05  | Significant Other                                   |
| 7  | Re-Arranged                                  | Bubba Sparxxx   | Timbaland                   | 4:56  | Significant Other                                   |
| 8  | Getcha Groove On – Dirt Road Mix             | Xzibit          | DJ Premier                  | 4:18  | Chocolate Starfish and the Hot Dog Flavored Water   |
| 9  | Faith/Fame Remix                             | Everlast        | Fred Durst und Josh Abraham | 3:32  | Three Dollar Bill, Yall$                            |
| 10 | My Way                                       |                 | DJ Lethal                   | 4:28  | Chocolate Starfish and the Hot Dog Flavored Water   |
| 11 | Nookie – Androids vs. Las Putas Remix        |                 | Butch Vig                   | 4:06  | Significant Other                                   |
| 12 | Counterfeit – Lethal Dose Extreme Guitar Mix |                 | DJ Lethal                   | 3:20  | Three Dollar Bill, Yall$                            |
| 13 | Rollin’ (DJ Monk-vs-The Track Mack Remix)    |                 | DJ Monk und The Track Mack  | 6:42  | Chocolate Starfish and the Hot Dog Flavored Water   |
| 14 | My Way (DJ Premier Way Remix)                |                 | DJ Premier                  | 4:37  | Chocolate Starfish and the Hot Dog Flavored Water   |
| 15 | My Way (William Orbit’s Mix)                 |                 | William Orbit               | 6:33  | Chocolate Starfish and the Hot Dog Flavored Water   |
| 16 | My Way (Pistols’ Dancehall Dub)              |                 | Pistols                     | 6:24  | Chocolate Starfish and the Hot Dog Flavored Water   |

## Rezeption
| Professionelle Bewertungen | Professionelle Bewertungen |
| -------------------------- | -------------------------- |
| Kritiken                   |                            |
| Quelle                     | Bewertung                  |
| laut.de                    | [ 2 ]                      |
| allmusic                   | [ 3 ]                      |
| Rolling Stone              | [ 4 ]                      |

Eberhard Dobler von laut.de bewertete das Album mit drei von möglichen fünf Punkten. Er meint, dass die Remixe durchweg gelungen seien und manche sogar das Original übertreffen. Hier seien „Fachleute an den Reglern“, die „Dursts Vocals in die dicken Grooves, überraschenden Gitarren-Sounds und interessanten Samples“ integrieren.

## Kommerzieller Erfolg

### Chartplatzierungen
New Old Songs stieg in der 51. Kalenderwoche des Jahres 2001 auf Platz 10 in die deutschen Charts ein und verließ die Top 100 nach zwölf Wochen.
| ChartsChartplatzierungen       | Höchstplatzierung | Wochen |
| ------------------------------ | ----------------- | ------ |
| Deutschland (GfK)              | 10 (11 Wo.)       | 11     |
| Österreich (Ö3)                | 12 (10 Wo.)       | 10     |
| Schweiz (IFPI)                 | 32 (9 Wo.)        | 9      |
| Vereinigte Staaten (Billboard) | 26 (30 Wo.)       | 30     |
| Vereinigtes Königreich (OCC)   | 76 (2 Wo.)        | 2      |

| ChartsJahrescharts (2002)      | Platzierung |
| ------------------------------ | ----------- |
| Vereinigte Staaten (Billboard) | 145         |

### Auszeichnungen für Musikverkäufe
In den USA erhielt das Album für mehr als 500.000 verkaufte Exemplare im Februar 2002 eine Goldene Schallplatte.
| Land/Region                  | Auszeichnungen für Musikverkäufe (Land/Region, Auszeichnung, Verkäufe) | Verkäufe |
| ---------------------------- | ---------------------------------------------------------------------- | -------- |
| Neuseeland (RMNZ)            | Platin                                                                 | 15.000   |
| Vereinigte Staaten (RIAA)    | Gold                                                                   | 500.000  |
| Vereinigtes Königreich (BPI) | Gold                                                                   | 100.000  |
| Insgesamt                    | 2× Gold · 1× Platin ·                                                  | 615.000  |

Hauptartikel: Limp Bizkit/Auszeichnungen für Musikverkäufe